# Elisabethkirche (Lindau (Heideland))

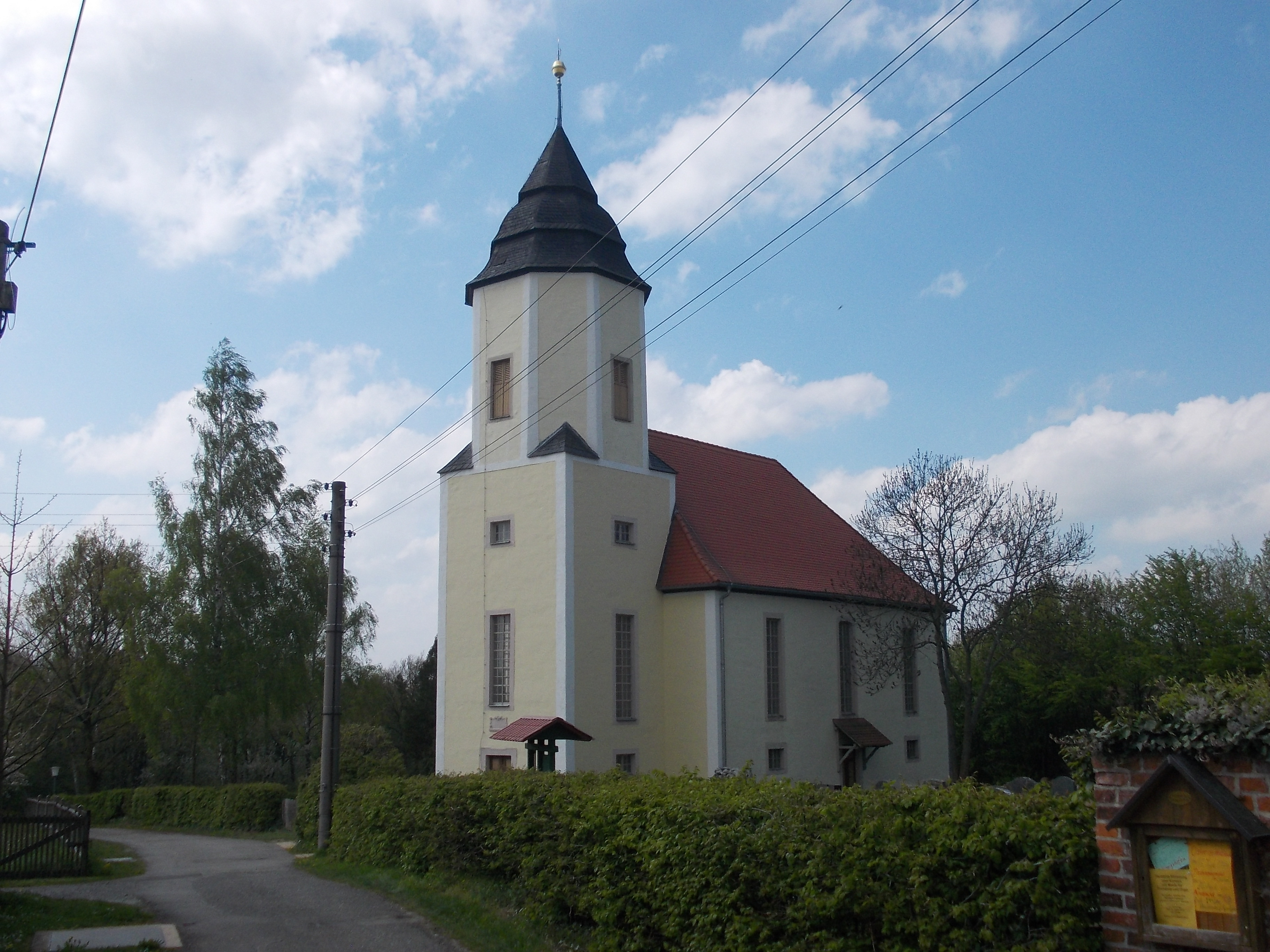
Elisabethkirche

Die evangelisch-lutherische Elisabethkirche steht in Lindau, einem Ortsteil der Gemeinde Heideland im Saale-Holzland-Kreis in Thüringen. Sie gehört zum Pfarrbereich Eisenberg-Königshofen im Kirchenkreis Eisenberg der Evangelischen Kirche in Mitteldeutschland.

## Geschichte
Von 1760 bis 1762 wurde die heutige Saalkirche anstelle eines Vorgängerbaus errichtet. Die Kirche ähnelt der vom benachbarten Großhelmsdorf, das kirchlich Filialgemeinde von Lindau war.

## Beschreibung
Die Kirche hat einen eingezogenen quadratischen Chorturm. Im oberen Geschoss ist er achteckig, dort befindet sich der Glockenstuhl. Hier hängt eine Glocke, die Heinrich Ziegeler 1520 gegossen hat. 1761 wurde das Erdgeschoss des Turms als Sakristei zum Kirchenschiff hin abgetrennt. In diesem Jahr wurden auch die Haube und die Turmkugel des Turms erneuert. Der Kirchturm besaß ursprünglich eine Laterne. Sie wurde im Zweiten Weltkrieg zerstört. Während der Reparatur entfernte man sie und gab somit dem Turm sein heutiges markantes Aussehen. Der Innenraum ist mit einer Kassettendecke überspannt, deren Felder aus Stuck gerahmt sind. Die Emporen sind an drei Seiten, an den Langseiten sind sie zweigeschossig. Vor der Ostwand steht der Kanzelaltar. Neben seinen Pilastern sind seitliche Durchgänge, über denen sich Schnitzwerk befindet. Durch die Nordtür betreten die Lindauer die Kirche, durch die Südtür die Rudelsdorfer und die Westtür war der Zugang der Männer zu den Emporen. Die Logen beiderseits des Altars gehörten den Lehrer- und Pfarrerfamilien.

## Orgel
Die Orgel mit 13 Registern, verteilt auf 2 Manuale und Pedal, wurde 1863 von Conrad Geißler aus Eilenburg gebaut. 1999 wurde sie zuletzt repariert.